# Canterbury
Canterbury (pronuncia inglese /ˈkæntəbri/ , o anche /ˈkæntəbəri/; all'italiana /kanˈtɛrburi/; nome italiano storico Cantuaria) è il centro storico di una città del Regno Unito, nell'Inghilterra meridionale, situata non lontano da Londra. Sede del distretto della Città di Canterbury, conta 55 240 abitanti secondo il censimento del 2011.

## Storia
Abitata già da molti secoli avanti Cristo, Canterbury, o Durovernum Cantiacorum, passò da villaggio a cittadina di quello che sarebbe stato il futuro Regno Unito solo con l'arrivo dei Romani sotto l'ordine di Giulio Cesare. Nel 55 a.C. venne infatti fondata come Forum Commerciale.
Dal 560 divenne capitale del Regno Anglosassone del Kent, o Cantius, e nel 597 Sant'Agostino vi fondò la prima diocesi latina della Gran Bretagna. Assieme al battesimo del re del Kent, veniva così completata la sua opera di evangelizzazione. È centro di rilevante importanza per le sue attrazioni turistiche e per la famosa cattedrale.

## Monumenti e luoghi d'interesse
- Cattedrale
- Via Francigena: questo percorso di pellegrinaggio attraversava l'Europa conducendo a Roma e, proseguendo per Brindisi, all'imbarco per la Terrasanta.
- Abbazia di Sant'Agostino: fondata nel VI secolo, oggi in rovina, è la più antica abbazia più a nord di Canterbury. È parte del sito UNESCO della città di Canterbury.
- Chiesa di San Martino: fondata nel VI secolo, parzialmente ricostruita durante il periodo normanno, è parte del sito UNESCO della città di Canterbury. Si tratta della più antica chiesa parrocchiale inglese, utilizzata fino a oggi senza interruzioni;
- Mura medievali: erette tra il XIII e il XIV secolo, le turrite mura cittadine sono intatte per più del 70% del percorso originario.
- Westgate: unica tra le porte medievali della città che sopravvive ancora oggi.
- Poor Priest's Hospital: eretto nel XIII secolo era un punto di riferimento essenziale per i pellegrini e i visitatori della città.
- Eastbridge Hospital: fondato nel 1180, più volte rimaneggiato, era un punto di riferimento di pellegrini, anziani e poveri della città.
- Old Weavers House: complesso di case a graticcio del XV secolo dove furono ospitati tessitori ugonotti durante il XVI secolo.
- Pub storici: la città è ricca di pub e taverne medievali e di epoca Tudor. Tra di essi il "The Parrot", il "Falstaff" e l'"Old Brewery House".
- Chiesa di St. Mary de castro: insolita chiesa a due navate di cui quella principale è la chiesa normanna di St. Mary de castro e la navata sinistra è la precedente chiesa sassone di St. Mildred del VII secolo.
- Canterbury Castle: di esso resiste solo il bastione centrale, detto anche "Keep", del XII secolo.

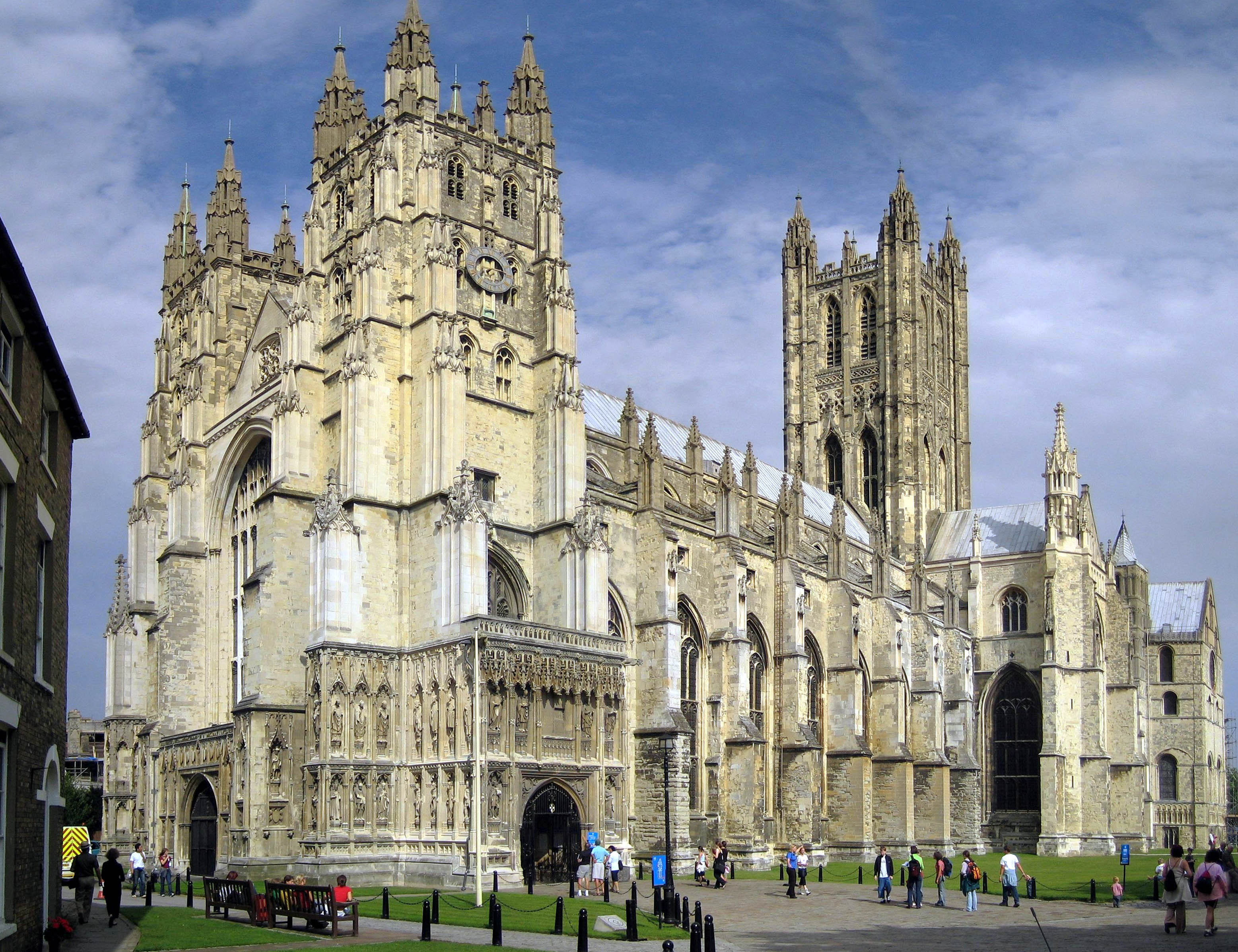
Cattedrale
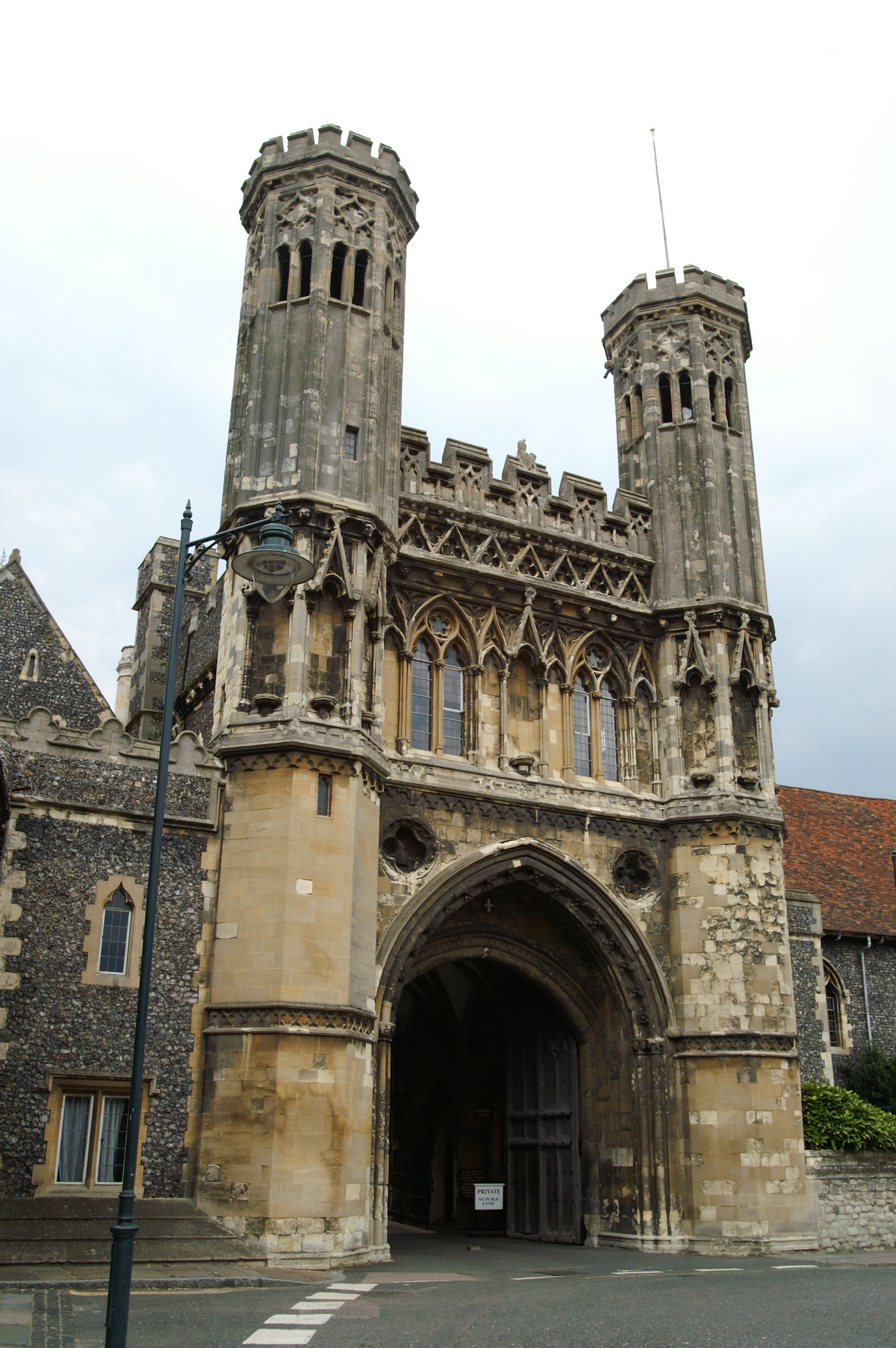
Augustine Abbey
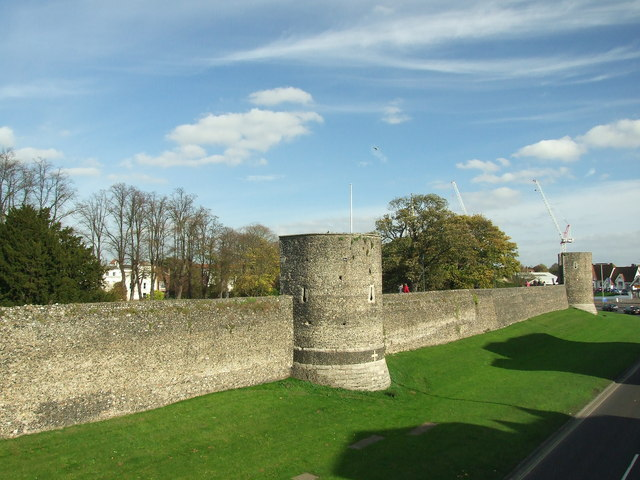
Mura di Canterbury
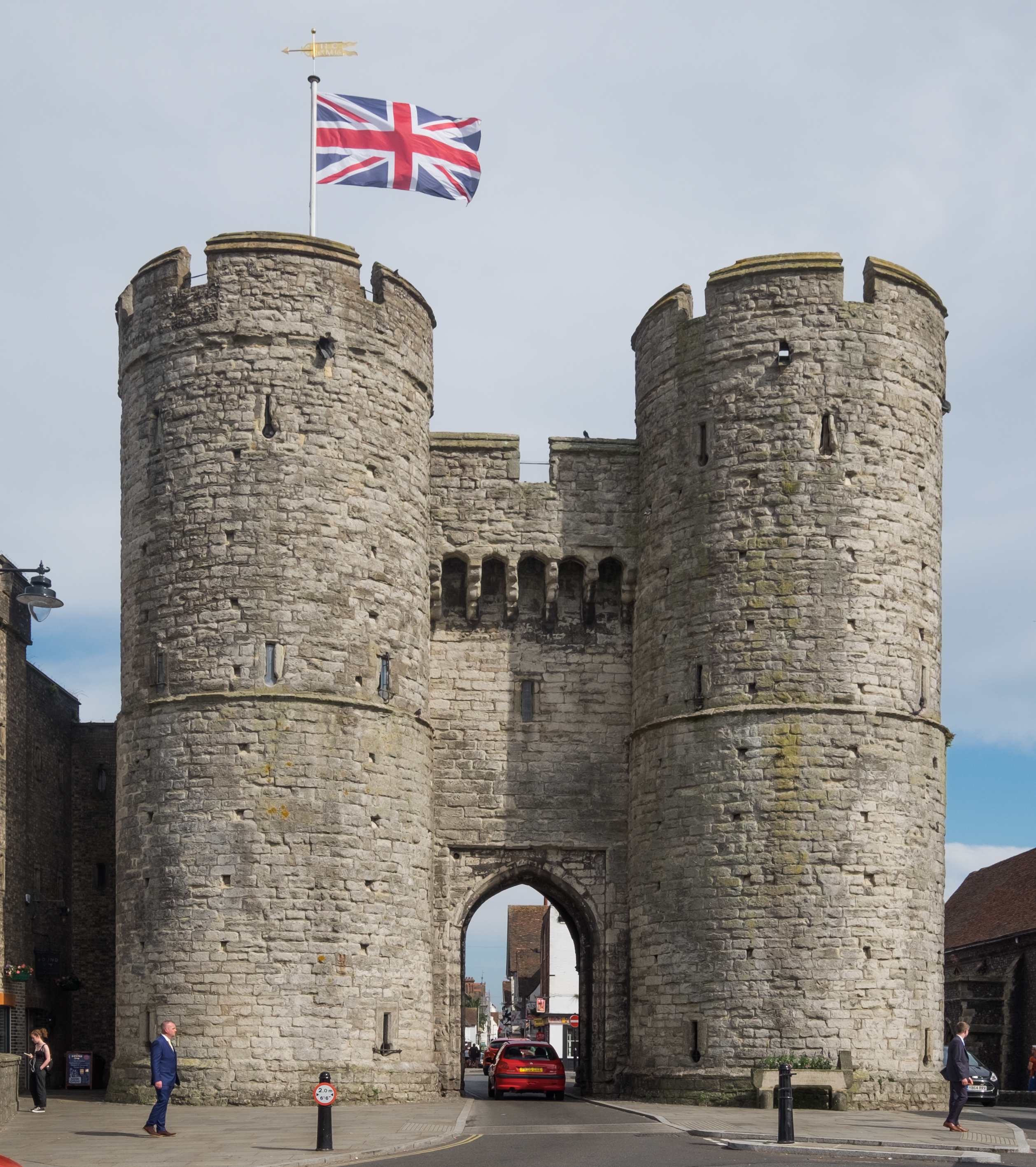
Westgate
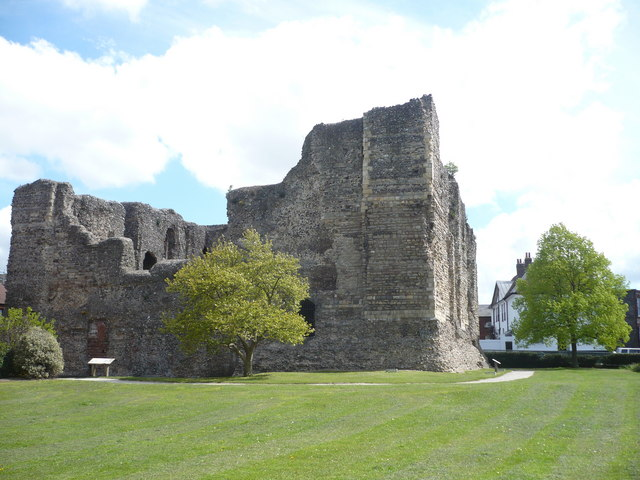
Canterbury Castle
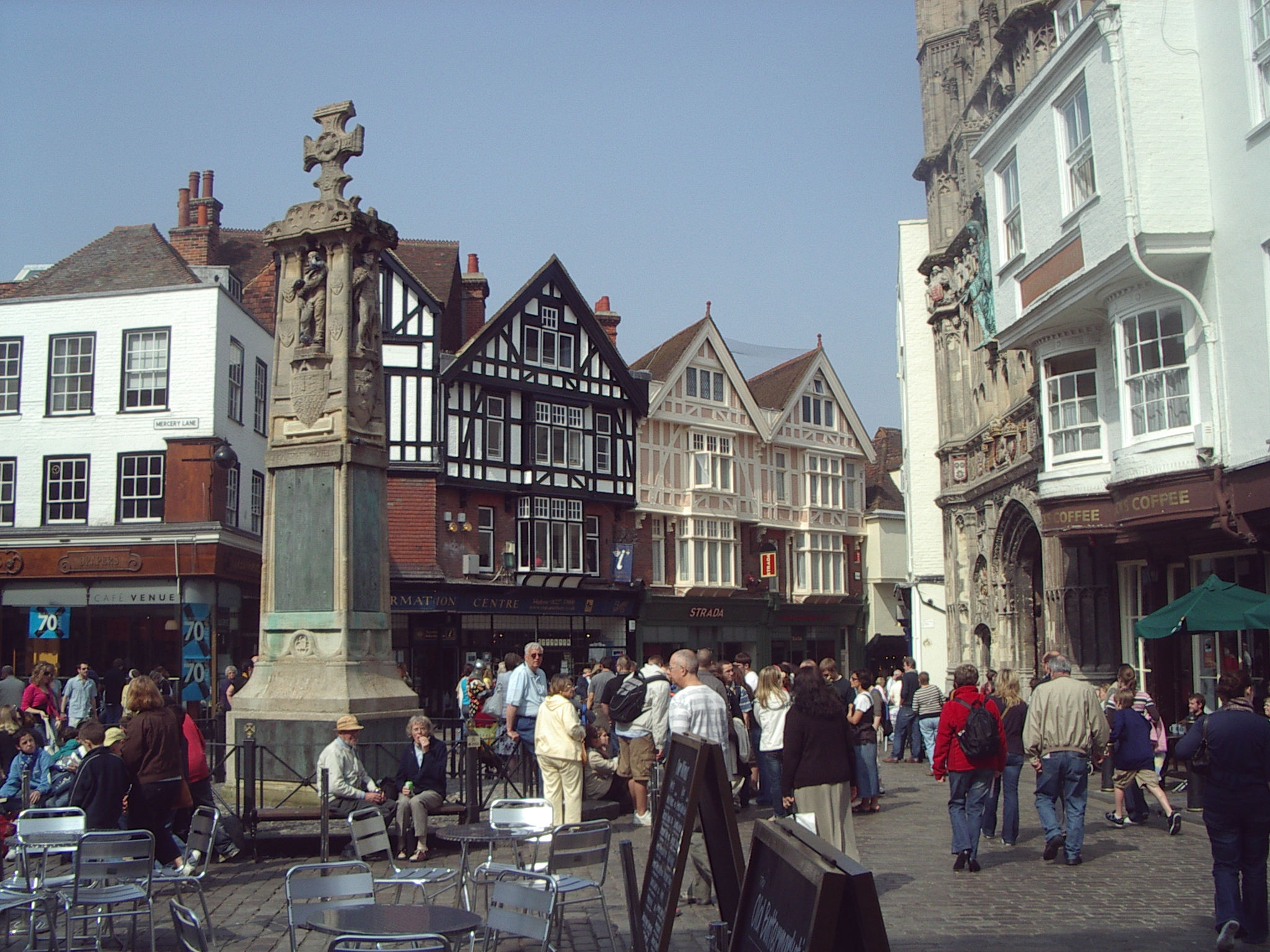
Centro di Canterbury
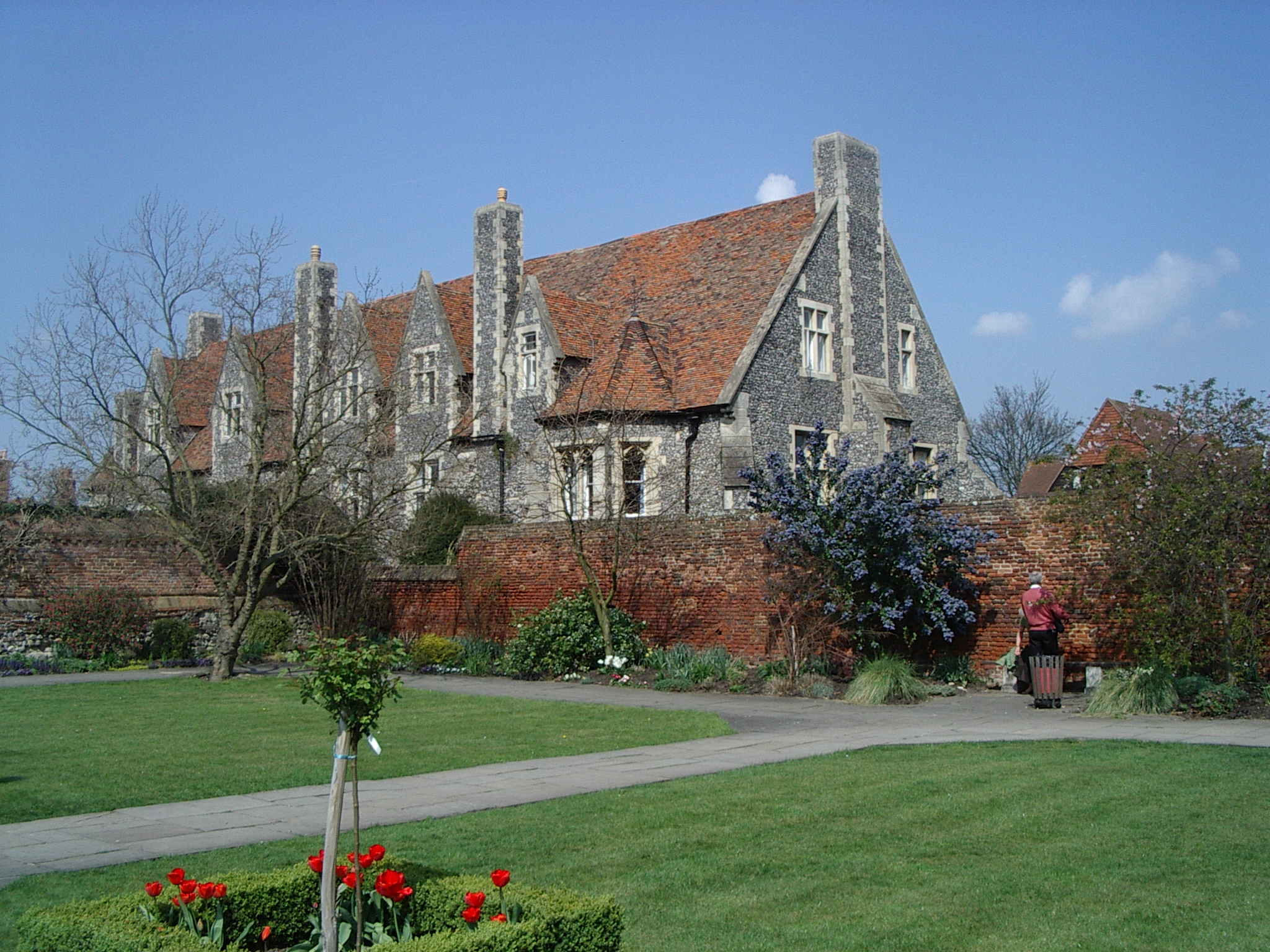
Case antiche nel centro della città di Canterbury
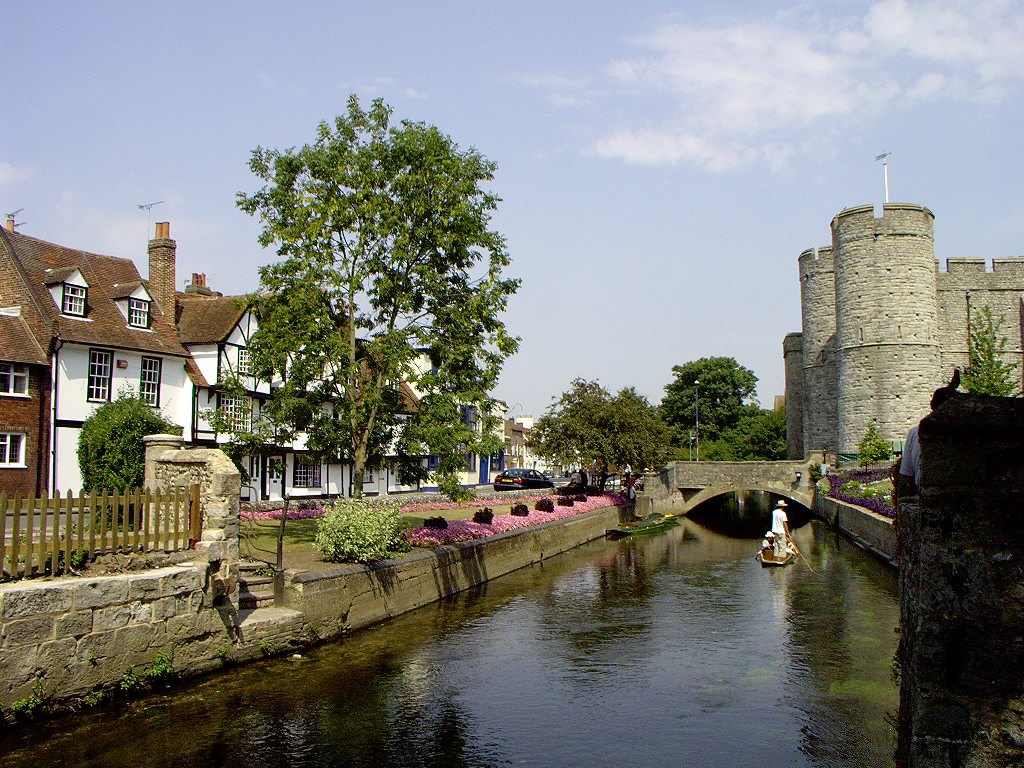
Fiume Stour a Westgate Gardens

## Clima
| Canterbury          | Mesi | Mesi | Mesi | Mesi | Mesi | Mesi | Mesi | Mesi | Mesi | Mesi | Mesi | Mesi | Stagioni | Stagioni | Stagioni | Stagioni | Anno |
| Canterbury          | Gen  | Feb  | Mar  | Apr  | Mag  | Giu  | Lug  | Ago  | Set  | Ott  | Nov  | Dic  | Inv      | Pri      | Est      | Aut      | Anno |
| ------------------- | ---- | ---- | ---- | ---- | ---- | ---- | ---- | ---- | ---- | ---- | ---- | ---- | -------- | -------- | -------- | -------- | ---- |
| T. max. media (°C)  | 6,6  | 6,9  | 9,7  | 12,2 | 15,7 | 19,1 | 21,2 | 21,2 | 18,8 | 14,7 | 10,3 | 7,6  | 7,0      | 12,5     | 20,5     | 14,6     | 13,7 |
| T. min. media (°C)  | 1,4  | 1,6  | 2,9  | 5,2  | 7,8  | 11,1 | 13,1 | 13,0 | 11,1 | 8,1  | 4,6  | 2,4  | 1,8      | 5,3      | 12,4     | 7,9      | 6,9  |
| Precipitazioni (mm) | 56   | 38   | 45   | 43   | 41   | 46   | 47   | 49   | 58   | 65   | 69   | 57   | 151      | 129      | 142      | 192      | 614  |

## Amministrazione

### Gemellaggi
Canterbury è gemellata con:
- Reims
- Esztergom
- Certaldo, dal 1997 (Protocollo d'accordo)
- Tournai, dal 1998 (Protocollo d'accordo)
- Bergues, dal 1994 (Protocollo d'accordo)
- Saint-Omer, dal 1995 (Protocollo d'accordo)
- Wimereux, dal 1995 (Protocollo d'accordo)
- Vladimir, dal 1997 (Protocollo d'accordo)
- Mölndal, dal 2003 (Protocollo d'accordo)
- Mottola, dal 2012 (Protocollo d'accordo)